# Ben McEachran
Benjamin David „Ben“ McEachran (* 24. November 1980 in Rockhampton, Queensland; † 27. Februar 2015 in Calliope, Queensland) war ein australischer Boxer im Halbschwergewicht.

## Karriere
Er wurde 2000, 2001, 2002, 2003 und 2005 Australischer Meister. Bei Ozeanischen Meisterschaften gewann er 2001 und 2002 die Goldmedaille, 2000 die Bronzemedaille und 2004 die Silbermedaille. 2002 gewann er eine Bronzemedaille bei den Commonwealth Games in Manchester. 2003 nahm er an den Weltmeisterschaften in Bangkok teil und erreichte das Achtelfinale, wo er gegen Aleksy Kuziemski ausschied. 2006 gewann er erneut eine Bronzemedaille bei den Commonwealth Games in Melbourne.

## Karriereende und Tod
Im August 2006 wurde Ben McEachran beim Schlichten eines Streites vor einem Hotel in Gladstone mit einem Ziegelstein niedergeschlagen und schwer verletzt. Er erlitt mehrere Knochenbrüche im Gesicht, die mit Stahlplatten und Schrauben verarztet wurden. Er verbrachte drei Wochen im Krankenhaus und musste aus gesundheitlichen Gründen seine Karriere beenden.
Der Ehemann und Vater einer Tochter verschwand am 26. Februar 2015 nach dem Verlassen seiner Arbeitsstelle und wurde am nächsten Tag tot in Calliope aufgefunden.